# Käyrämönjärvi
Käyrämönjärvi eller Käyrämöjärvi är en sjö i Finland. Den ligger i kommunen Rovaniemi i landskapet Lappland, i den norra delen av landet, 800 km norr om huvudstaden Helsingfors. Käyrämönjärvi ligger 182,8 meter över havet. Den är 11,8 meter djup. Arean är 1,53 kvadratkilometer och strandlinjen är 8,82 kilometer lång. Sjön  ingår i Kemi älvs huvudavrinningsområde.  
I övrigt finns följande vid Käyrämönjärvi:
- Siikajoki (ett vattendrag)